# Korman (miasto Šabac)
Korman (cyr. Корман) – wieś w Serbii, w okręgu maczwańskim, w mieście Šabac. W 2011 roku liczyła 422 mieszkańców.